# Achagua
Gli Achagua (o anche Ajagua) sono un gruppo etnico della Colombia ed il Venezuela, con una popolazione stimata di circa 700 persone. Questo gruppo etnico è per la maggior parte di fede animista e parla la lingua Achagua (codice ISO 639: ACA).